# Simpang Kanan (Kejuruan Muda)
Simpang Kanan is een bestuurslaag in het regentschap Aceh Tamiang van de provincie Atjeh, Indonesië. Simpang Kanan telt 327 inwoners (volkstelling 2010).